# Bandera de Ghana
La bandera de Ghana fue adoptada en 1957. Fue remplazada con una variante en la banda central (se cambió el amarillo por blanco) en el lapso de 1964 a 1966.
La bandera fue diseñada por Theodosia Okoh para reemplazar la Bandera del Reino Unido después de su independencia en 1957. En ella figuran los colores panafricanos que también conforman las banderas de otros países como Etiopía  (rojo, amarillo y verde), en bandas iguales horizontales con una estrella de cinco puntas en el centro de la banda amarilla. Ghana fue el segundo país africano (el primero fue Etiopía) en adoptar estos colores.
El rojo representa la sangre de aquellos que murieron en las guerras por la independencia, el amarillo representa la riqueza mineral del país, el verde simboliza los bosques y la riqueza natural, y la estrella negra representa la libertad de África.

## Otras banderas

Pabellón civil. Relación: 2:3
Bandera naval. Relación: 2:3
Pabellón de la Fuerza Aérea de Ghana.
Pabellón de la Aviación Civil.

## Banderas históricas

Bandera de la Costa de Oro (1877-1957)
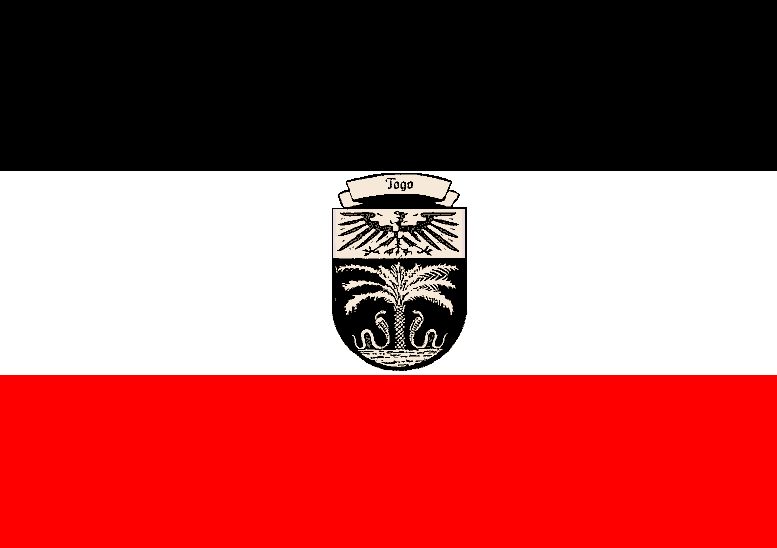
Diseño de la bandera de Togo (1914)
Bandera del Territorio en Fideicomiso de Togolandia Británica (1916-1956)
Bandera de Ghana (1957-1958)
Bandera de la Unión de Estados Africanos (1958-1961)
Bandera de la Unión de Estados Africanos, de 1961 a 1962.
Bandera de Ghana (1962-1964)
Bandera de 1964 a 1966, ratio 2:3.
Actual Bandera de Ghana adoptada a partir del 28 de febrero de 1966

## Banderas similares

Bandera de Bolivia
Bandera de Hungría
Bandera de Kurdistán

La bandera actual de Bolivia se parece a la de Ghana, 
que cuenta en el centro con una estrella de cinco puntas de color negro.
La bandera entre  1964 y 1966 en cambio,  era similar a la de Hungría 
y también a la del Kurdistán que tiene un sol amarillo en el centro. 
- Datos: Q160676
- Multimedia: National flag of Ghana / Q160676